# Нихал Сарин
Ниха́л Сари́н (малаял. നിഹാൽ സരിൻ; род. 13 июля 2004, Триссур, Керала) — индийский шахматист, гроссмейстер (2018). Шахматный вундеркинд, достигший звания гроссмейстера в возрасте 14 лет (12-й в списке самых молодых гроссмейстеров на тот момент), а также 3-й в списке самых молодых игроков, преодолевших рейтинг 2600 (также в 14 лет).
Чемпион мира до 10 лет в 2014 году в Дурбане, в 2015 году поделил 1—3 место на чемпионате мира до 12 лет в Порто-Каррасе.
В составе сборной «India Green» (3-я доска) занял 2-е место на юношеской олимпиаде 2017.

## Раннее детство
Нихал родился 13 июля 2004 года в индийском Триссуре, штат Керала. Первые несколько лет своей жизни он провел в Коттаяме.
К трём годам знал столицы и флаги всех 190 с лишним стран, научился узнавать и повторял наизусть научные названия большинства насекомых и растений. В детском саду бегло говорил по-английски, в шесть лет знал таблицу умножения до шестнадцати.
Научился играть в шахматы в возрасте шести лет. Чтобы он не скучал во время школьных каникул, отец познакомил Нихала с шахматным набором, а дед А. А. Уммар научил его правилам игры в Коттаяме, где он учился в английской школе «Эксельсиор». Нихал обучался шахматам у Мэтью П. Джозефа Поттора, школьного тренера по шахматам, который вначале давал указания раз в неделю, но вскоре превзошёл преподавателя, и его семье пришлось искать нового тренера.

## Первые успехи
В 2011-12 годах Нихал и его семья переехали в Триссур, где Нихал поступил в государственную школу Devamatha CMI.
Нихал выиграл чемпионат штата Керала в категории до 7 лет в 2011 году, дважды побеждал в категории до 9 лет, дважды — до 11 лет и один раз — до 15 лет (суб-юниор). В 2015 году он занял второе место в чемпионате штата среди взрослых (г. Иринялакуда), будучи в возрасте 10 лет, таким образом, получив право представлять Кералу на национальном чемпионате 2015 года. Он дважды занимал второе место в чемпионатах штата до 19 лет (юниоры) в возрасте 8 и 10 лет соответственно.
Нихал был победителем чемпионата Индии среди игроков до 9 лет в 2013 году в Ченнаи, бронзовым призёром чемпионата до 11 лет в 2014 году в Пури и серебряным призёром чемпионата до 11 лет в 2015 году в Пондичерри.

## Изменения рейтинга
| Графики недоступны из-за технических проблем. См. информацию на Фабрикаторе и на mediawiki.org. |